# Фаїк Коніца
Фаїк Коніца (алб. Faik Konica; нар. 15 березня 1875, Коніца — пом. 15 грудня 1942, Вашингтон, США) — один з найвідоміших діячів албанського національно-культурного відродження, публіцист, засновник журналу «Albania», який став координуючим друкованим органом албанської інтелігенції.

## Біографія
Фаїк Коніца народився 15 березня 1875 у місті Коніца, яке на той час входило до складу Османської імперії. Після закінчення початкової школи у Коніці він вступив до Єзуїтський коледж у Шкодері, яким керували католицькі ченці з чернечої конгрегації «Брати-ксаверіани зі Зборів святого Франциска Ксаверія». Після закінчення Єзуїтського коледжу він продовжив своє навчання у франкомовному Галатасарайському ліцеї у Стамбулі.
У 1890 році 15-річного Фаїка Коніцу відправили на навчання до Франції, де він провів наступні сім років. Навчався у середніх школах у Лізьє і Каркассоні, після чого вступив до Діжонського університету, який закінчив у 1895 році за спеціальністю романська лінгвістика та філологія. Проживав протягом двох років у Парижі, де вивчав середньовічну французьку літературу, латинську і давньогрецьку мови у Колежі де Франс. Переїхавши до США, закінчив Гарвардський університет.
У 1895 році прийняв хрещення у Католицькій церкві, змінивши своє ім'я на Домінік.
У 1896 році став видавати у Брюсселі журнал «Albania», на сторінках перших номерів якого закликав албанську інтелігенцію створити єдину літературну албанську мову. Він запропонував поєднати північний і південний діалекти албанської мови в єдину літературну мову. У своїх публікаціях використовував тоскський діалект.
Фаїк Коніца організував Албанський з'їзд у Трієсті, який відбувся 27 лютого — 6 березня 1913 року. На цьому з'їзді Фаїк Коніца підтримав уряд Ессад-паші Топтані Республіки Центральної Албанії.
Помер 15 грудня 1942 у Вашингтоні і був похований на кладовищі «Forest Hills Cemetery» у Бостоні. У 1998 році його останки були перенесені до Тирани і перепоховані на території Тиранського Великого парку.

## Твори
- «L'Albanie et les Turces - Libre parole», 1895;
- «Memoire sur le mouvement national albanais», 1899;
- «Jeta e Skënderbeut», 1912;
- «L'Alemagne et'Albanie», 1915;
- «Një ambasadë e Zulluve në Paris», 1922;
- «Doktor Gjëlpëra zbulon rrënjët e dramës së Mamurrasit», 1924;
- «Nën hijen e hurmave», 1924;
- «Shqipëria si m'u duk», 1928;